# Фролова, Инна Николаевна
Инна Николаевна Фролова (бел. Іна Мікалаеўна Фралова; р. 6 августа 1972, Минск) — белорусская писательница, переводчик, автор лирических стихов и книг для детей.

## Биография
Родилась в Минске. Отец — инженер, мать — преподаватель. Окончила школу № 15, Белорусский государственный педагогический университет (1996) и Высшие литературные курсы в Москве (2020). Работала в сфере образования. С 2012 руководит несколькими минскими студиями юных литераторов.

## Творчество
Публиковалась в журналах «Полымя», «Маладосць», «Нёман», «Москва», «Белая Вежа», «Вясёлка», «Немига литературная» и др.
Книги:
- Жду первый снег. Стихи (2011)
- Там, в светлых борах. Стихи. Предисловие Виктора Шнипа (2012)
- Белый берег Лирика. Предисловие Геннадия Пашкова (2016)
- Апельсин. Стихи для детей (2019)
- Ромашки на асфальте. Стихи для дошкольников (2018)
- Деревенские каникулы. Стихи и рассказы. Для младшего школьного возраста (2021)
- Андрейково лето. Рассказы (2022)
- Книга переводов «Стиха живого пилигримы» (2018)

## Премии
- Лауреат литературного конкурса Союза писателей Беларуси «Радзіма мая дарагая» (2018)
- Лауреат Евразийской международной премии (2019)[1].